# El cor delator
El cor delator és un relat de l'escriptor nord-americà Edgar Allan Poe publicat el 1843. El seu èxit va propiciar diverses adaptacions al cinema i cançons inspirades en la història.

## Argument o Estructura
Un home assassina un company de pis, vell i al llit, perquè el seu ull l'està fent embogir. Esquartera el cadàver i amaga les diferents parts sota terra. Quan la policia arriba per investigar, convida els agents a donar un volt pel pis, convençut que no trobaran les proves que busquen. Mentre estan tots asseguts comença a sentir-se un soroll, que el protagonista identifica amb el batec del cor de la víctima, que busca venjança. El soroll augmenta fins que acaba confessant el crim.

## Anàlisi
El conte pertany al gènere del narrador poc fiable, ja que no se sap si pateix una malaltia mental (la fixació amb l'ull, l'al·lucinació sobre el soroll) i què va passar en realitat entre ell i el vell. De fet, tot el relat en primera persona és un intent del protagonista per afirmar que està sa, fins i tot si això el fa culpable d'assassinat (la història sembla una narració ja a la presó però la manca de detalls impedeix assegurar-ho).
L'ambientació del conte s'identifica amb el terror gòtic, perquè apareixen elements sobrenaturals en un marc no fantàstic i s'exploren els sentiments de por dels personatges, així com una atmosfera lligada a la foscor (tota la preparació de l'assassinat i el crim succeeixen de nit).
El narrador pot ser un servent o el fill del mort, no queda clar en el conte. Els estudiosos s'han inclinat per aquesta darrera opció, assenyalant que l'ull del pare tindria un caràcter simbòlic (excessiu control sobre la seva vida) i que per això el mataria, per alliberar-se'n. Comparteix certs trets amb altres protagonistes dels relats de Poe (com el de La caiguda de la Casa Usher), especialment l'autodeclarada hipersensibilitat, que els porta a percebre fenòmens invisibles per als altres o a detectar (potser imaginar, l'ambigüitat és deliberada) la maldat en el més quotidià.
L'ull que obsedeix el jove apareix com a imatge a El gat negre, un altre conte de Poe. En aquell cas també es lliga a una mort que no té cap justificació, és un crim irracional que desemboca en una acusació des del Més Enllà.